# Welcome Back (álbum de iKon)
Welcome Back é o álbum de estréia do grupo masculino sul-coreano iKON, foi produzido pelo líder do iKON, B.I. O álbum foi inicialmente planejado para ser lançado em 2 de novembro de 2015. No entanto, em 27 de outubro de 2015, a YG Entertainment anunciou que o lançamento do álbum seria adiado. O álbum foi lançado em 24 de dezembro de 2015, juntamente com videoclipes adicionais do que o planejado anteriormente. Além disso, dois singles digitais, juntamente com videoclipes, foram lançados em 16 de novembro.
O iKON liderou o Gaon Album chart com seu álbum Debut Half - Welcome Back de 4 de outubro de 2015 a 10 de outubro de 2015. Seu primeiro single, My Type, foi lançado em 15 de setembro e se tornou um enorme sucesso, vendendo cerca de 1,6 milhões de cópias na Coreia e se tornando um dos singles mais vendidos de 2015.

## Antecedentes e desenvolvimento
Em 15 de setembro de 2015, o single de estreia do iKON, "My Type", foi lançado.
Em 1 de outubro de 2015, o iKON lançou a primeira metade do Welcome Back, juntamente com dois videoclipes para seus singles promocionais "Airplane" e "Rhythm Ta". Dois singles adicionais, "Apology" e "Anthem", foram lançados em 16 de novembro de 2015, como parte do reagendamento do lançamento do álbum completo. O primeiro álbum completo do iKON foi lançado em 24 de dezembro de 2015, com as faixas-título "What's Wrong?" e "Dumb & Dumber".
O líder do iKON, B.I, esteve envolvido na produção e composição de músicas para a maioria das faixas do álbum completo. O vocalista do iKON, Ju-ne, compôs "Rhythm Ta", enquanto os rappers do iKON, Bobby e B.I, escreveram as letras de todas as faixas do álbum completo.

## Desempenho comercial
Welcome Back Half Album estreou em 1º lugar no Gaon Album Chart vendendo 82.208 exemplares em seu primeiro mês e 3.463 no segundo mês. O álbum completo também ficou em primeiro lugar, com um total de 52.312 exemplares vendidos no primeiro mês de lançamento. Na parada de fim de ano, o álbum vendeu um total de 117.483 cópias.
No Oricon Chart, a primeira metade do álbum ficou em 26º lugar e o álbum completo ficou em 22º lugar. Em 13 de janeiro de 2016, a versão japonesa do álbum foi lançada e 53.207 cópias foram vendidas no primeiro dia, ficando no topo da parada diária da Oricon. Com um total de 61.508 cópias vendidas em sua primeira semana de lançamento, o álbum japonês ficou em terceiro lugar na parada da Oricon. Em outubro de 2016, as vendas do álbum ultrapassaram a marca de 150.000 cópias, e sua versão japonesa ultrapassou a marca de 90.000 cópias.
"My Type" foi lançado junto com um videoclipe em 15 de setembro de 2015. Dentro de 24 horas de seu lançamento, o videoclipe ultrapassou 1,7 milhão de visualizações no YouTube. O grupo fez sua primeira apresentação musical com o single em 26 de setembro de 2015 no Music Core da MBC, apesar de ainda não terem feito sua primeira aparição ao vivo oficialmente. Em 24 de setembro, "My Type" alcançou uma "coroa tripla" na parada do Gaon, tendo tomado o primeiro lugar nos gráficos digitais, de download e streaming simultaneamente para a 39ª semana de 2015. Em 18 de setembro, o single tornou-se o número um na parada de videoclipes dos sites de streaming de música chinesa QQ Music e Youku. O iKon também ficou no topo do Weibo, onde eles teriam sido pesquisados 1,3 bilhão de vezes. "My Type" foi a 34ª música mais vendida de 2015 pela tabela do Gaon Music.

## Lista de músicas
| Lista de faixas da primeira metade álbum |                                         |                             |                                                    |                                |         |  |
| N.º                                      | Título                                  | Letras                      | Música                                             | Arranjo                        | Duração |  |
| 1.                                       | "Welcome Back"                          | B.I, Bobby                  | B.I, Rovin                                         | Rovin                          | 3:33    |  |
| 2.                                       | "Rhythm Ta" (리듬 타; Rhythm Ta)        | B.I, Bobby                  | P.K, B.I, Ju-ne                                    | P.K                            | 3:47    |  |
| 3.                                       | "My Type" (취향저격; Chwihyangjeogyeok) | B.I, Bobby, Kush            | Choice37, Kush, B.I                                | Choice37                       | 3:31    |  |
| 4.                                       | "Today" (오늘따라; Oneul Ttara)         | B.I, Bobby                  | B.I, Ham Seung-cheon, Kang Wook-jin, Future Bounce | Future Bounce                  | 3:12    |  |
| 5.                                       | "Airplane"                              | B.I, Bobby,                 | B.I, Future Bounce                                 | Future Bounce                  | 3:36    |  |
| 6.                                       | "M.U.P" (솔직하게; Soljighage)          | B.I, Bobby, The Jackie Boyz | B.I, The Fliptones, The Jackie Boyz                | The Fliptones, The Jackie Boyz | 3:23    |  |
| Duração total:                           | Duração total:                          | Duração total:              | Duração total:                                     | Duração total:                 | 21:02   |  |

| Lista de faixas do álbum completo |                                               |                         |                                                    |                 |         |  |
| N.º                               | Título                                        | Letras                  | Música                                             | Arranjo         | Duração |  |
| 1.                                | "Dumb & Dumber" (덤앤더머; deom-aendeomeo)    | B.I, Bobby              | Future Bounce, B.I                                 | Future Bounce   | 4:01    |  |
| 2.                                | "What's Wrong?" (왜 또; wae tto)              | B.I, Bobby              | B.I, Rovin                                         | Rovin           | 3:49    |  |
| 3.                                | "I Miss You So Bad" (아니라고; anilago)       | G-Dragon, B.I, Bobby    | G-Dragon, DEE.P                                    | DEE.P           | 3:48    |  |
| 4.                                | "Rhythm Ta" (리듬 타; lideum ta)              | B.I, Bobby              | P.K, B.I, Ju-ne                                    | P.K             | 3:47    |  |
| 5.                                | "Anthem" (이리오너라; Irioneora; B.I & Bobby) | B.I, Bobby              | Teddy, B.I, Bobby                                  | Teddy, Choice37 | 3:25    |  |
| 6.                                | "Apology" (지못미; Ji Mot-mi)                 | Teddy, Kush, B.I, Bobby | Teddy, Kush                                        | Teddy, Kush     | 3:51    |  |
| 7.                                | "Airplane"                                    | B.I, Bobby              | B.I, Future Bounce                                 | Future Bounce   | 3:36    |  |
| 8.                                | "My Type" (취향저격; Chwihyangjeogyeok)       | B.I, Bobby, Kush        | Choice37, Kush, B.I                                | Choice37        | 3:31    |  |
| 9.                                | "Today" (오늘따라; Oneul Ttara)               | B.I, Bobby              | B.I, Ham Seung-cheon, Kang Wook-jin, Future Bounce | Future Bounce   | 3:12    |  |
| 10.                               | "Welcome Back"                                | B.I, Bobby              | B.I, Rovin                                         | Rovin           | 3:33    |  |
| 11.                               | "Rhythm Ta Remix" (리듬 타; lideum ta)        | B.I, Bobby              | P.K, B.I, Koo Ju-ne                                | P.K             | 3:47    |  |

| DVD – disco 1 (Edição japonesa completa) |                                       |         |  |
| N.º                                      | Título                                | Duração |  |
| 1.                                       | "Dumb & Dumber" (Japanese ver.)       |         |  |
| 2.                                       | "What's Wrong?" (Japanese ver.)       |         |  |
| 3.                                       | "I Miss You So Bad" (Japanese ver.)   |         |  |
| 4.                                       | "Rhythm Ta" (Japanese ver.)           |         |  |
| 5.                                       | "Anthem" (CHOICE37 ver/Japanese ver.) |         |  |
| 6.                                       | "Apology" (Japanese ver.)             |         |  |
| 7.                                       | "Airplane" (Japanese ver.)            |         |  |
| 8.                                       | "My Type" (Japanese ver.)             |         |  |
| 9.                                       | "Today" (Japanese ver.)               |         |  |
| 10.                                      | "Welcome Back" (Japanese ver.)        |         |  |
| 11.                                      | "Rhythm Ta" (Rock Ver./Japanese ver.) |         |  |
| 12.                                      | "M.U.P" (Japanese ver.)               |         |  |
| 13.                                      | Sem título (Japanese ver.)            |         |  |
| 14.                                      | "Just Another Boy" (Japanese ver.)    |         |  |
| 15.                                      | "Wait For Me" (Japanese ver.)         |         |  |
| 16.                                      | "Sinosijak" (Japanese ver.)           |         |  |
| 17.                                      | "Long Time No See" (Japanese ver.)    |         |  |
| 18.                                      | "Just Go" (Japanese ver.)             |         |  |

| DVD – disco 2 (Edição japonesa completa) |                                        |         |  |
| N.º                                      | Título                                 | Duração |  |
| 1.                                       | "Dumb & Dumber" (Korean ver.)          |         |  |
| 2.                                       | "What's Wrong?" (Korean ver.)          |         |  |
| 3.                                       | "I Miss You So Bad" (Korean ver.)      |         |  |
| 4.                                       | Sem título (Korean ver.)               |         |  |
| 5.                                       | Sem título (CHOICE37 ver./Korean ver.) |         |  |
| 6.                                       | Sem título (Korean ver.)               |         |  |
| 7.                                       | Sem título (Korean ver.)               |         |  |
| 8.                                       | Sem título (Korean ver.)               |         |  |
| 9.                                       | Sem título (Korean ver.)               |         |  |
| 10.                                      | "Welcome Back" (Korean ver.)           |         |  |
| 11.                                      | "Rhythm Ta" (Rock ver./Korean ver.)    |         |  |
| 12.                                      | "M.U.P" (Korean ver.)                  |         |  |
| 13.                                      | "Climax" (Korean ver.)                 |         |  |
| 14.                                      | "Just Another Boy" (Korean ver.)       |         |  |
| 15.                                      | "Wait For Me" (Korean ver.)            |         |  |
| 16.                                      | "Sinosijak" (Korean ver.)              |         |  |
| 17.                                      | "Long Time No See" (Korean ver.)       |         |  |
| 18.                                      | "Just Go" (Korean ver.)                |         |  |

## Paradas musicais
| Parada                               | Posição |
| ------------------------------------ | ------- |
| Japan Oricon Album Chart             | 26      |
| South Korea Gaon Weekly Album Chart  | 1       |
| South Korea Gaon Monthly Album Chart | 2       |
| US Billboard World Albums            | 3       |
| Taiwanese Albums G-Music             | 1       |

| Parada                               | Posição |
| ------------------------------------ | ------- |
| Japan Oricon Album Chart             | 3       |
| South Korea Gaon Album Chart         | 1       |
| South Korea Gaon Monthly Album Chart | 5       |
| US Billboard Top Heatseekers         | 23      |
| US Billboard World Albums            | 2       |
| Taiwanese Albums G-Music             | 1       |

## Vendas
| Parada        | Vendass |
| ------------- | ------- |
| Coreia do Sul | 157,255 |
| Japão         | 99,570  |

## Prêmios

### Programas musicais
| Canção          | Programa               | Data                   | Ref.   |
| --------------- | ---------------------- | ---------------------- | ------ |
| "My Type"       | Show! Music Core (MBC) | 26 de setembro de 2015 | [ 25 ] |
| "My Type"       | Inkigayo (SBS)         | 27 de setembro de 2015 | [ 26 ] |
| "My Type"       | Inkigayo (SBS)         | 4 de outubro de 2015   | [ 27 ] |
| "Rythmn Ta"     | M Countdown (Mnet)     | 8 de outubro de 2015   | [ 28 ] |
| "Apology"       | Inkigayo (SBS)         | 29 de novembro de 2015 | [ 29 ] |
| "Dumb & Dumber" | M Countdown (Mnet)     | 14 de janeiro de 2016  | [ 30 ] |
| "Dumb & Dumber" | M Countdown (Mnet)     | 21 de janeiro de 2016  | [ 31 ] |
| "Dumb & Dumber" | M Countdown (Mnet)     | 28 de janeiro de 2016  | [ 32 ] |

## Histórico de lançamento
| País          | Data                   | Álbum           | Língua  | Gravadora              | Formato              |
| ------------- | ---------------------- | --------------- | ------- | ---------------------- | -------------------- |
| Coreia do Sul | 1 de outubro de 2015   | EP              | Coreano | YG Entertainment       | Download digital     |
| Vários        | 1 de outubro de 2015   | EP              | Coreano | YG Entertainment       | Download digital     |
| Coreia do Sul | 5 de outubro de 2015   | EP              | Coreano | YG Entertainment       | CD                   |
| Japão         | 28 de outubro de 2015  | EP              | Japonês | YG Entertainment, YGEX | Download digital     |
| Coreia do Sul | 24 de dezembro de 2015 | Álbum completo  | Coreano | YG Entertainment       | Download digital, CD |
| Vários        | 24 de dezembro de 2015 | Álbum completo  | Coreano | YG Entertainment       | Download digital     |
| Japão         | 13 de janeiro de 2016  | Álbum completo  | Japonês | YG Entertainment, YGEX | Download digital, CD |
| Japão         | 30 de março de 2016    | Edição completa | Japonês | YG Entertainment, YGEX | Download digital, CD |